# Джон Генрі Хелмс
Джон Ге́нрі Хелмс (англ. John Henry Helms; нар. 16 березня 1874, Чикаго — пом. 17 лютого 1919) — американський військовослужбовець, сержант Корпусу морської піхоти США. Кавалер найвищої нагороди армії Сполучених Штатів, Медалі Пошани, за порятунок товариша від утоплення.

## Біографія
Джон Генрі Хелмс народився 16 березня 1874 року в Чикаго, штат Іллінойс. 6 липня 1897 року зарахований для проходження подальшої військової служби до морської піхоти в штабі Корпусу морської піхоти у Вашингтоні, округ Колумбія. Одного разу під час своєї служби він стрибнув за борт з буксира в бурхливому морі та врятував потопаючого моряка, пожежного другого класу В. Галлагера.
Хелмс пізніше служив сержантом на борту крейсера «Чикаго», флагмана Південноатлантичної ескадри. 10 січня 1901 року «Чикаго» став на якір у гавані Монтевідео, і екіпажу дозволили поплавати. Один матрос, ворентофіцер Іші Томізі, почав боротися у воді й «був під загрозою потонути». Хелмс стрибнув за борт у повній формі та врятував чоловіка.
За цей вчинок Хелмса нагороджено медаллю Пошани, хоча його номінація не обійшлася без суперечок. Його вперше рекомендував для нагородження вищою нагородою капітан «Чикаго» Чарльз Роквелл. Кандидатуру схвалив адмірал Вінфілд Скотт Шлі, командир Південноатлантичної ескадри, і подання надіслали до Бюро навігації, відповідальне за кадрові питання. Начальник бюро адмірал Арент С. Крауніншилд порадив відхилити цю кандидатуру. Крауніншилд вважав, що оскільки «Чикаго» стояло на якорі в спокійному морі, дії Хелмса не наражали його на небезпеку, тому цей вчинок не становив «надзвичайного героїзму». Комендант Корпусу морської піхоти генерал Чарльз Гейвуд вважав інакше, заявивши, що Хелмс «продемонстрував надзвичайний героїзм, рятуючи життя, ризикуючи власним». Остаточне рішення ухвалив міністр ВМС США Джон Лонг. Він погодився з Крауніншилдом, що порятунок Томізі сам по собі недостатній для нагороди, але додав, що попереднього порятунку Галлагера і схвалення адмірала Шлі та генерала Гейвуда достатньо, щоб виправдати подання для нагородження медаллю.